# His House
His House is een Amerikaanse thriller-horrorfilm uit 2020, geregisseerd en mede-geschreven door Remi Weekes voor streamingdienst Netflix.

## Verhaal
Een jong stel moet vluchten voor het oorlogsgeweld in hun thuisland Zuid-Soedan. De familie vertrekt per jeep en maakt uiteindelijk de oversteek in een overvolle boot, deze komt midden op zee tot kapseizen waarbij meerdere mensen waaronder, wat het lijkt hun dochter, Nyagak om het leven komt.
Vervolgens weet het stel aan te komen in Engeland waar ze na een tijd in een asielzoekerscentrum een huis toegewezen krijgen. Aldaar hebben ze het lastig om zich aan te passen aan hun nieuwe leven in Engeland, maar vooral met hun eigen huis die later vervloekt blijkt te zijn door het duistere wezen Apeth.

## Rolverdeling
- Wunmi Mosaku als Rial Majur
- Sope Dirisu als Bol Majur
- Matt Smith als Mark Essworth
- Javier Botet en Cornell John als The Apeth
- Emily Taaffe als dr. Hayes
- Vivienne Soan als de buurvrouw
- Malaika Abigaba als Nyagak
- Lola May als de moeder van Nyagak

## Ontvangst
His House ging op 27 januari 2020 in première en werd door het publiek positief ontvangen. Op Rotten Tomatoes heeft de film een score van 100% op basis van 122 beoordelingen. Metacritic komt op een score van 72/100, gebaseerd op 19 beoordelingen.

### Prijzen
Daarnaast wist de film op 18 februari 2021 diverse prijzen in ontvangst te nemen tijdens de British Independent Film Awards waar de film voor ruim vijftien categorieën genomineerd was. Ze wisten de prijzen te verzilveren in de categorieën Beste regisseur voor Remi Weekes, Beste actrice voor Wunmi Mosaku, Beste effecten voor Pedro Sabrosa en Stefano Pepin en in de categorie Beste productie ontwerp voor Jacqueline Abrahams.
Twee maanden later, op 11 april 2021, wist de film ook een prijs te winnen tijdens de British Academy Film Awards in de categorie Uitstekend debuut van een Britse schrijver, regisseur of producent gewonnen door regisseur Remi Weekes.